# Fortunato Ilario Carafa della Spina
Pour les articles homonymes, voir Carafa.
Pour les autres membres de la famille, voir Famille Carafa.
Fortunato Ilario Carafa della Spina (né en 1630 ou 1632 à Naples en Campanie, dans le royaume de Naples, alors sous la domination espagnole, et mort le 16 janvier 1697 à Porticos, près de Naples) est un cardinal italien du XVIIe siècle. 
Il est le frère du cardinal Carlo Caraffa della Spina (1664) et le neveu de Simeone Caraffa, archevêque de Messine. Les autres cardinaux de la famille sont Filippo Carafa della Serra (1378), Oliviero Carafa (1467), Gianvincenzo Carafa (1527), Carlo Caraffa (1555), Diomede Carafa (1555), Alfonso Carafa (1557), Antonio Carafa (1568), Pier Luigi Carafa (1645), Pierluigi Carafa (1728), Francesco Carafa della Spina di Traetto (1773), Marino Carafa di Belvedere (1801) et Domenico Carafa della Spina di Traetto (1844).

## Biographie
Fortunato Ilario Carafa della Spina est vicaire général de l'archiodiocèse de Messine.
Il est nommé évêque d'Aversa en 1686.
Le pape Innocent XI le crée cardinal lors du consistoire du 2 septembre 1686. Le cardinal Carafa est légat à Romandiola en 1693-1694 et représentant de l'Espagne près du Saint-Siège pour le vice-royaume de Naples.
Il participe au conclave de 1689, lors duquel Alexandre VIII est élu pape et à celui de 1691 (élection d'Innocent XII).
Il meurt le 16 janvier 1697 à Porticos, près de Naples à l'âge de 65 ou de 67 ans.